# 36e Grammy Awards
De 36e uitreiking van de jaarlijkse Grammy Awards vond plaats op 1 maart 1994 in de Radio City Music Hall in New York. De uitreiking werd gepresenteerd door komiek Garry Shandling en uitgezonden door CBS.
Whitney Houston had in haar carrière al twee keer een Grammy gewonnen (in 1986 en 1988) maar in 1994 beleefde ze haar definitieve Grammy-succes met drie prijzen. Daarvoor had ze wel de hulp nodig van haar ontluikende filmcarrière: ze won namelijk dankzij het succes van de film The Bodyguard. In de categorieën voor beste popzangeres en Record of the Year kreeg ze Grammy's voor I Will Always Love You, en in de categorie Album of the Year voor de soundtrack van The Bodyguard. Opmerkelijk genoeg won ze juist niét in de categorie die haar op het lijf leek te zijn geschreven (beste R&B-zangeres), want in die categorie verloor ze van Toni Braxton. Enigszins merkwaardig was het dat Whitney de enige artiest was die een Grammy kreeg voor het album van The Bodyguard, omdat ze niet de enige artiest was die op die plaat te horen was. Zij zong slechts zes van de twaalf tracks op het album; de overige artiesten (S.O.U.L. System, Kenny G, Aaron Neville, Lisa Stansfield, Curtis Stigers, Alan Silvestri, Joe Cocker en Sass Jordan) kregen geen prijs.
Whitney trad ook op tijdens de uitreiking. Ze opende de show met I Will Always Love You, een optreden dat nog regelmatig wordt genoemd als een van de beste optredens in de Grammy-geschiedenis.
Een van haar drie prijzen werd haar overhandigd door Dolly Parton, de schrijfster van I Will Always Love You. Dolly vertelde het publiek dat zij Whitney graag wilde bedanken voor het coveren van het nummer "namens zichzelf en namens de belastingdienst". "Ik schreef het nummer ooit uit hartzeer, maar verbazend om te zien hoe geld dat weer goed kan maken," grapte ze.
De drie Grammy's waren niet het hoogste aantal dat door één persoon werd gewonnen tijdens de uitreiking. David Foster, de producer van The Bodyguard, won vier Grammy's voor zijn productiewerk: drie keer voor de genoemde platen van Whitney Houston, plus een voor zijn werk voor When I Fall In Love van Celine Dion & Clive Griffin.
Componist Alan Menken won eveneens vier Grammy's. Hij kreeg ze voor zijn composities voor de Disney-film Aladdin, een jaar nadat hij al drie Grammy's had gewonnen voor Beauty and the Beast. Menken ontving nu Grammy's voor de complete soundtrack van Aladdin en voor het liedje A Whole New World, gezongen door Peabo Bryson & Regina Belle. Het nummer won onder meer de prestigieuze Song of the Year-categorie. Tekstschrijver Tim Rice won drie Grammy's voor zijn werk voor dezelfde soundtrack. In totaal won Aladdin vijf Grammy Awards.
Er waren drie Grammy's voor dirigent Pierre Boulez, die daarmee z'n totaal op veertien bracht. Het was voor het eerst in elf jaar dat hij weer eens een paar prijzen won.
Opvallend was de winst voor de soundtrack van de musical The Who's Tommy, een musicalversie van het legendarische gelijknamige album van The Who. De band heeft nooit een Grammy gewonnen, dus de winst in deze categorie is een aardige troost. De Grammy ging overigens naar producer George Martin (zijn eerste sinds 1974) en naar componist Pete Townshend, dus niet naar de hele band.
Ook Meat Loaf won zijn eerste Grammy, voor I'd Do Anything for Love (But I Won't Do That). Een opvallende winnaar was actrice Audrey Hepburn, die een Grammy won in de categorie voor beste kinderplaat. Ze is daarmee een van de slechts zestien personen (t/m 2021) die elk van de vier belangrijkste Amerikaanse entertainmentprijzen hebben gewonnen: een Grammy (muziek), een Emmy (tv), een Tony (toneel/musical) en een Oscar (film). Hepburn maakte het kwartet vol nadat ze 41 jaar daarvoor, in 1953, haar eerste Oscar had gewonnen.

## Winnaars

### Algemeen
- Album of the Year
  - "The Bodyguard (soundtrack)" - Whitney Houston (belangrijkste artiest); Babyface, L.A. Reid, BeBe Winans, David Cole, David Foster, Narada Michael Walden & Robert Clivilles(producers)
- Record of the Year
  - "I Will Always Love You" - Whitney Houston (artiest); David Foster (producer)
- Song of the Year
  - Tim Rice & Alan Menken (componisten) voor A Whole New World, uitvoerenden: Peabo Bryson & Regina Belle
- Best New Artist
  - Toni Braxton

### Pop
- Best Pop Vocal Performance (zangeres)
  - "I Will Always Love You" - Whitney Houston
- Best Pop Vocal Performance (zanger)
  - "If I Ever Lose My Faith In You" - Sting
- Best Pop Vocal Performance (duo/groep)
  - "A Whole New World" - Peabo Bryson & Regina Belle
- Best Pop Instrumental Performance
  - "Barcelona Mona" - Branford Marsalis & Bruce Hornsby

### Country
- Best Country Vocal Performance (zangeres)
  - "Passionate Kisses" - Mary Chapin Carpenter
- Best Country Vocal Performance (zanger)
  - "Ain't That Lonely Yet" - Dwight Yoakam
- Best Country Vocal Performance (duo/groep)
  - "Hard Workin' Man" - Brooks & Dunn
- Best Country Vocal Collaboration (gelegenheidssamenwerking)
  - "Does He Love You" - Linda Davis & Reba McEntire
- Best Country Instrumental Performance
  - "Red Wing" - Asleep at the Wheel, Chet Atkins, Eldon Shamblin, Johnny Gimble, Marty Stuart, Rueben "Lucky Oceans" Gosfield & Vince Gill
- Best Country Song
  - Linda Williams (compponist) voor Passionate Kisses, uitvoerende: Mary Chapin Carpenter

### R&B
- Best R&B Vocal Performance (zangeres)
  - "Another Sad Lovesong" - Toni Braxton
- Best R&B Vocal Performance (zanger)
  - "A Song for You" - Ray Charles
- Best R&B Vocal Performance (duo/groep)
  - "No Ordinary Love" - Sade Adu
- Best R&B Song
  - Janet Jackson, Jimmy Jam & Terry Lewis (componisten) voor That's the Way Love Goes, uitvoerende: Janet Jackson

### Rap
- Best Rap Performance (solist)
  - "Let Me Ride" - Dr Dre
- Best Rap Performance (duo/groep)
  - "Rebirth of Slick (Cool Like Dat)" - Digable Planets

### Rock
- Best Rock Vocal Performance (zanger[es])
  - "I'd Do Anything for Love (But I Won't Do That)" - Meat Loaf
- Best Rock Vocal Performance (duo/groep)
  - "Livin' on the Edge" - Aerosmith
- Best Rock Instrumental Performance
  - "Sofa" - Steve Vai
- Best Hard Rock Performance with Vocal
  - "Plush" - Stone Temple Pilots
- Best Metal Performance with Vocal
  - "I Don't Want To Change the World" - Ozzy Osbourne
- Best Rock Song
  - Dave Pirner (componist) voor Runaway Train, uitvoerenden: Soul Asylum

### Traditional Pop
- Best Traditional Pop Vocal Performance
  - "Steppin' Out" - Tony Bennett

### Alternative
- Best Alternative Music Performance
  - "Zooropa" - U2

### Blues
- Best Traditional Blues Album
  - "Blues Summit" - B.B. King
- Best Contemporary Blues Album
  - "Feels Like Rain" - Buddy Guy

### Folk
- Best Traditional Folk Album
  - "The Celtic Harp" - The Chieftains
- Best Contemporary Folk Album
  - "Other Voices/Other Rooms" - Nanci Griffith

### Polka
- Best Polka Album
  - "Accordionally Yours" - Walter Ostanek & his Band

### Latin
- Beste latin pop-album
  - "Aries" - Luis Miguel
- Best Tropical Latin Album
  - "Mi Tierra" - Gloria Estefan
- Best Mexican-American Album
  - "Live" - Selena

### Reggae
- Best Reggae Album
  - "Bad Boys" - Inner Circle

### Gospel
- Best Pop/Contemporary Gospel Album
  - "The Live Adventure" - Steven Curtis Chapman
- Best Rock Gospel Album
  - "Free at Last" - DC Talk
- Best Traditional Soul Gospel Album
  - "Stand Still" - Shirley Caesar
- Best Contemporary Soul Gospel Album
  - "All Out" - The Winans
- Best Southern, Country or Bluegrass Gospel Album
  - "Good News" - Kathy Mattea
- Best Gospel Album by a Choir or Chorus
  - "Live...We Come Rejoicing" - Carol Cymbala (dirigente), uitvoerenden: The Brooklyn Tabernacle Choir

### Jazz
- Best Jazz Instrumental Solo
  - "Miles Ahead" - Joe Henderson
- Best Jazz Instrumental Performance (solist of groep)
  - "So Near, So Far (Musings for Miles)" - Joe Henderson
- Best Large Jazz Ensemble Performance (big band)
  - "Live at Montreux" - Miles Davis & Quincy Jones
- Best Jazz Vocal Performance
  - "Take a Look" - Natalie Cole
- Best Contemporary Jazz Performance (Instrumental)
  - "The Road to You" - Pat Metheny Group

### New Age
- Best New Age Album
  - "Spanish Angel" - Paul Winter Consort

### Wereldmuziek
- Best World Music Album
  - "A Meeting by the River" - Ry Cooder & V.M. Bhatt

### Klassieke muziek
Vetgedrukte namen ontvingen een Grammy. Overige uitvoerenden, zoals orkesten, solisten e.d., die niet in aanmerking kwamen voor een Grammy, staan in kleine letters vermeld.
- Best Orchestral Performance
  - "Bartók: The Wooden Prince" - Pierre Boulez (dirigent)
  - Chicago Symphony Orchestra, orkest
- Best Classical Vocal Performance (solozanger[es])
  - "The Art of Arleen Augér (Works of Larsen, Purcell, Schumann, Mozart)" - Arleen Augér
- Best Opera Recording
  - "Händel: Semele" - John Aler, Kathleen Battle, Michael Chance, Mark S. Doss, Marilyn Horne, Neil Mackie, Sylvia McNair & Samuel Ramey (solisten); John Nelson (dirigent); Steven Paul (producer)
  - The Ambrosian Opera Chorus (koor); English Chamber Orchestra (orkest)
- Best Performance of a Choral Work (koor)
  - "Bartók: Cantata Profana" - Pierre Boulez (dirigent); Margaret Hills (koordirigent)
  - Chicago Symphony Orchestra & Chorus (koor en orkest)
- Best Classical Performance (instrumentale solist met orkestbegeleiding)
  - "Berg: Violin Concerto/Rihm: Time Chant" - Anne Sophie Mutter
  - Chicago Symphony Orchestra o.l.v. James Levine
- Best Classical Performance (instrumentale solist zonder orkestbegeleiding)
  - "Barber: The Complete Solo Piano Music" - John Browning
- Best Chamber Music Performance (kamermuziek)
  - "Ives: String Quartets Nos. 1, 2/ Barber: String Quartet Op.11 (American Originals)" - Emerson String Quartet
- Best Contemporary Composition (Beste eigentijdse compositie)
  - Elliott Carter (componist) voor Carter: Violin Concerto, uitvoerenden: London Symphony Orchestra o.l.v. Oliver Knussen
- Best Classical Album
  - "Bartók: The Wooden Prince & Cantata Profana" - Pierre Boulez (dirigent); John Aler & John Tomlinson (solisten); Karl-August Naegler (producer)
  - Chicago Symphony Orchestra & Chorus (koor en orkest)

### Composing & Arranging (Compositie & arrangementen)
- Best Instrumental Composition
  - Kenny G (componist) voor Forever in Love, uitvoerende: Kenny G
- Best Song Written Specifically for a Motion Picture or Television (Beste song uit tv- of film-soundtrack)
  - Alan Menken & Tim Rice (componisten) voor A Whole New World, uitvoerenden: Peabo Bryson & Regina Belle
- Best Instrumental Composition Written for a Motion Picture or Television (Beste instrumentale compositie uit tv- of film-soundtrack)
  - Alan Menken (componist) voor Aladdin (Soundtrack)
- Best Arrangement on an Instrumental (Beste instrumentale arrangement)
  - Dave Grusin (arrangeur) voor Mood Indigo
- Best Instrumental Arrangement Accompanying Vocals (Beste instrumentale arrangement voor uitvoering met zang)
  - David Foster & Jeremy Lubbock (arrangeurs) voor When I Fall in Love, uitvoerenden: Celine Dion & Clive Griffin

### Kinderrepertoire
- Best Musical Album for Children
  - "Aladdin (Soundtrack)" - Alan Menken & Tim Rice (producers/componisten)
- Best Spoken Word Album for Children
  - "Audrey Hepburn's Enchanted Tales" - Audrey Hepburn (uitvoerende); Deborah Raffin & Michael Viner (producers)

### Musical
- Best Musical Show Album
  - "The Who's Tommy" - George Martin (producer); Pete Townshend (componist)

### Hoezen
- Best Recording Packaging
  - David Lau (ontwerper) voor The Complete Billie Holiday on Verve 1945-1959, uitvoerende: Billie Holiday
- Best Album Notes (Beste hoestekst)
  - Buck Clayton, Joel E. Siegel & Phil Schaap (schrijvers) voor The Complete Billie Holiday on Verve 1945-1959, uitvoerende: Billie Holiday

### Production & Engineering (Productie & techniek)
- Best Engineered Album, Non-Classical (Beste techniek op niet-klassiek album)
  - Hugh Padgham (technicus) voor Ten Summoner's Tales, uitvoerende: Sting
- Best Engineered Album, Classical (Beste techniek op klassiek album)
  - Rainer Maillard (technicus) voor Bartók: The Wooden Prince & Cantata Profana, uitvoerenden: The Chicago Symphony Orchestra & Chorus o.l.v. Pierre Boulez
- Producer of the Year
  - David Foster
- Producer of the Year (Classical)
  - Judith Sherman

### Gesproken Woord
- Best Spoken Word or Non-Musical Album
  - "On the Pulse of Morning" - Maya Angelou
- Best Spoken Comedy Album
  - "Jammin' in New York" - George Carlin

### Historisch
- Best Historical Album
  - "The Complete Billie Holiday on Verve 1945-1959" - Michael Lang & Phil Schaap (samenstellers/producers), uitvoerende: Billie Holiday

### Video
- Best Music Video, Short Form
  - "Steam" - Peter Gabriel (artiest); Stephen Johnson (regisseur); Prudence Fenton (producer)
- Best Music Video, Long Form
  - "Ten Summoner's Tales" - Sting (artiest); Doug Nichol (regisseur); Julie Fong (producer)

## Verwijzingen
1. ↑  "I Will Always Love You" live tijdens Grammy Awards 1994. Gearchiveerd op 25 december 2020.
2. ↑  Dolly Parton tijdens uitreiking Grammy Awards
3. ↑  (en) Thom Geier, All 16 EGOT Winners, From Audrey Hepburn to Alan Menken (Photos). TheWrap (24 november 2020). Gearchiveerd op 17 januari 2021. Geraadpleegd op 17 januari 2021.